# Aliabad-e Wosta
Aliabad-e Wosta (pers. علي ابادوسطي) – wieś w Iranie, w ostanie Ilam. W 2006 roku miejscowość liczyła 68 mieszkańców w 15 rodzinach.